# أليساندرو فابري (لاعب كرة قدم)
أليساندرو فابري هو لاعب كرة قدم إيطالي في مركز ظهير، ولد في 11 مارس 1990 في تشيزينا في إيطاليا.

## وصلات خارجية
- أليساندرو فابري على موقع قاعدة بيانات كرة القدم.إي يو (الإنجليزية)
- أليساندرو فابري على موقع Soccerway.com (الإنجليزية)
- أليساندرو فابري على موقع عالم كرة القدم.نت (الإنجليزية)